# Traktat reasekuracyjny
Traktat reasekuracyjny – tajny traktat podpisany 18 czerwca 1887, obowiązujący do czerwca 1890. Był kontynuacją formowania się sojuszu pomiędzy Niemcami a Rosją po tym, jak Sojusz Trzech Cesarzy (1873) dobiegł końca w 1887.

## Historia

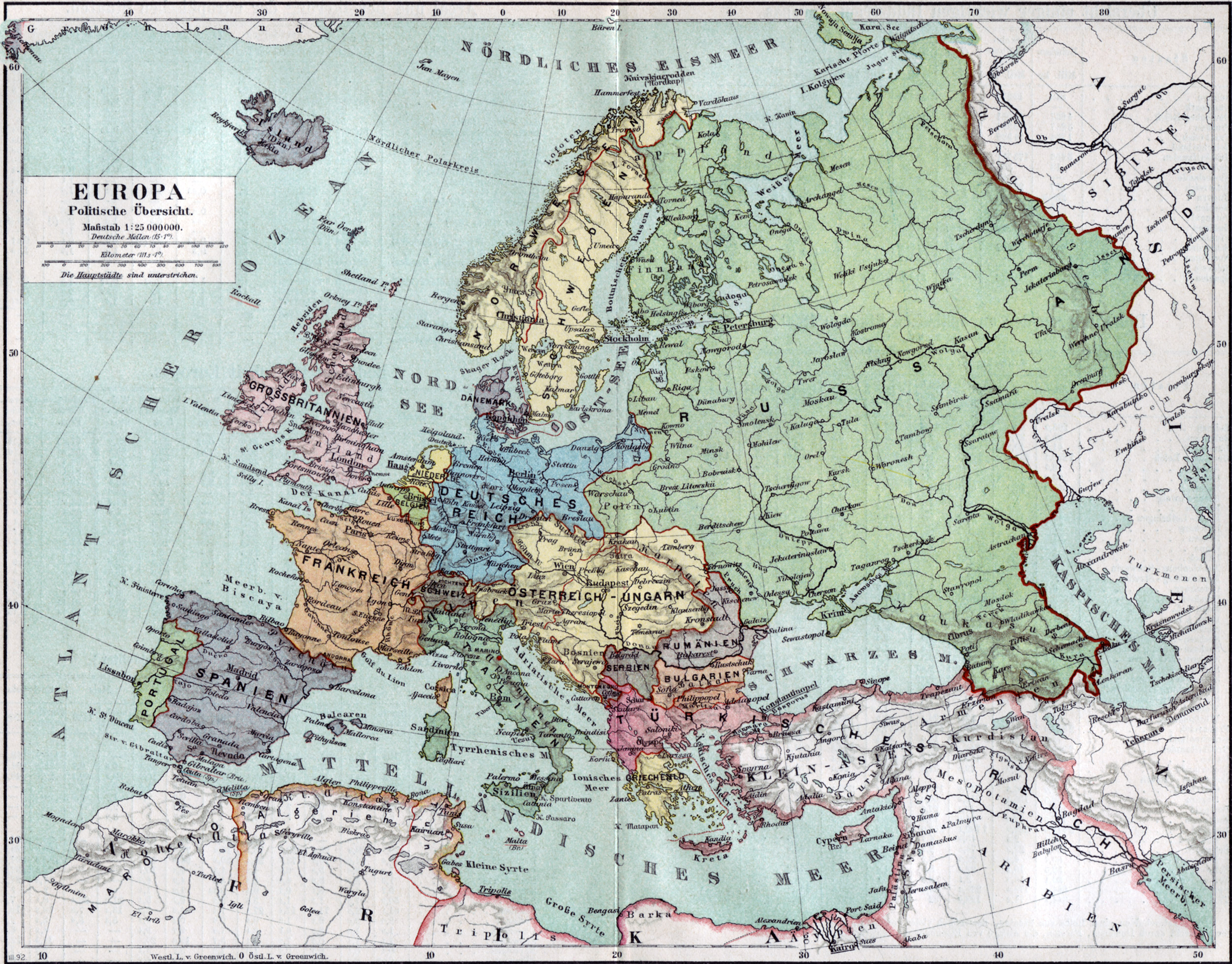
Europa w 1890

Otto von Bismarck kontynuował swoją politykę izolowania Francji na arenie międzynarodowej, co jego zdaniem gwarantowało Niemcom bezpieczeństwo. Sojusz z Rosją miał także na celu odciągnięcie Rosji od potencjalnego nawiązania dobrych relacji z Francją, a w efekcie uniknięcie wojny na dwóch frontach.

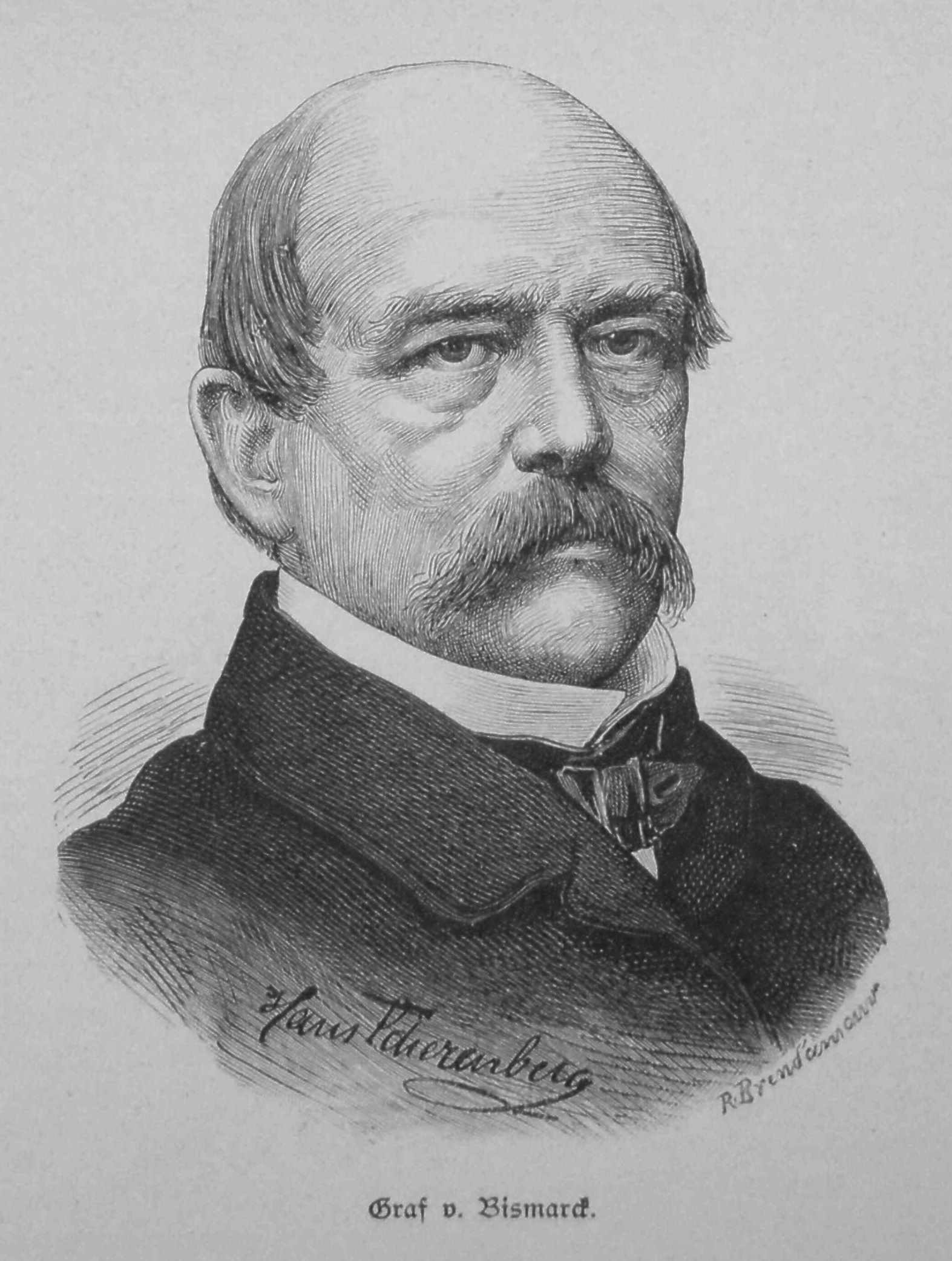
Otto von Bismarck

Traktat dzielił się na dwie części, którymi były:
- Część 1. Zarówno Rosja jak i Niemcy gwarantowały pozostać neutralne[a] w potencjalnym konflikcie, jeżeli jeden z krajów rozpocznie wojnę z państwem trzecim. Neutralność nie obowiązuje Rosji w chwili ataku Niemiec na Francję, a także Niemiec w sytuacji kiedy Rosja znajdzie się w stanie wojny z Austro-Węgrami.
- Część 2. Ściśle tajny protokół, zawarty między oboma krajami, gwarantował neutralność Rosji wobec Niemiec nawet w przypadku wystąpienia konfliktu i interwencji Niemiec w okolicach Bosforu oraz Dardaneli.

Dobre stosunki z Rosją, a także podpisanie wszystkich traktatów z tym krajem, były przede wszystkim zasługą Bismarcka, co związane było z jego pozycją i autorytetem. W chwili jego dymisji ze stanowiska kanclerza Niemiec (20 marca 1890) ministerstwo zagraniczne Niemiec nie było w stanie kontynuować dotychczasowej polityki, co doprowadziło do zakończenia sukcesywnej polityki Niemiec wobec Rosji. Następcą kanclerza Bismarcka został Leo von Caprivi, który uważał, że tajna umowa zawarta z Rosją była całkowicie sprzeczna z umową zawartą przez Niemcy i Austro-Węgry (dwuprzymierze). Umowę z Rosją uznał za zdradę Austro-Węgier i doradził cesarzowi, aby nie przedłużył umowy z Rosją po jej wygaśnięciu.
W 1890 Rosja chciała renegocjować traktat, jednakże cesarz Niemiec, Wilhelm II nie wyraził chęci, ani zgody na ponowne podpisanie traktatu. Doprowadziło to w konsekwencji do zacieśnienia kontaktów Rosji z Francją i podpisania sojuszu francusko-rosyjskiego w 1892, a także zakończenia izolacji Francji na arenie międzynarodowej (Entente cordiale, 1904). Niechęć podpisania nowego traktatu z Rosją doprowadziła także do rozpoczęcia izolacji politycznej Niemiec po tym, jak Wielka Brytania rozpoczęła rozszerzać swoje stosunki dyplomatyczne z Rosją (porozumienie rosyjsko-angielskie, 1907).
W 1896 niemiecka gazeta Hamburger Nachrichten opublikowała treść traktatu, co wywołało fale oburzenia w Niemczech oraz Austro-Węgrzech.
Brak zgody na podpisanie ponownego traktatu przez Niemcy wzmogły animozje i wrogość pomiędzy wszystkimi państwami Europy, co doprowadziło do izolacji Niemiec, powstania wielu sojuszów wojskowych (często wrogich pomiędzy sobą), a ostatecznie do wybuchu I wojny światowej.